# Menhir von Luzim

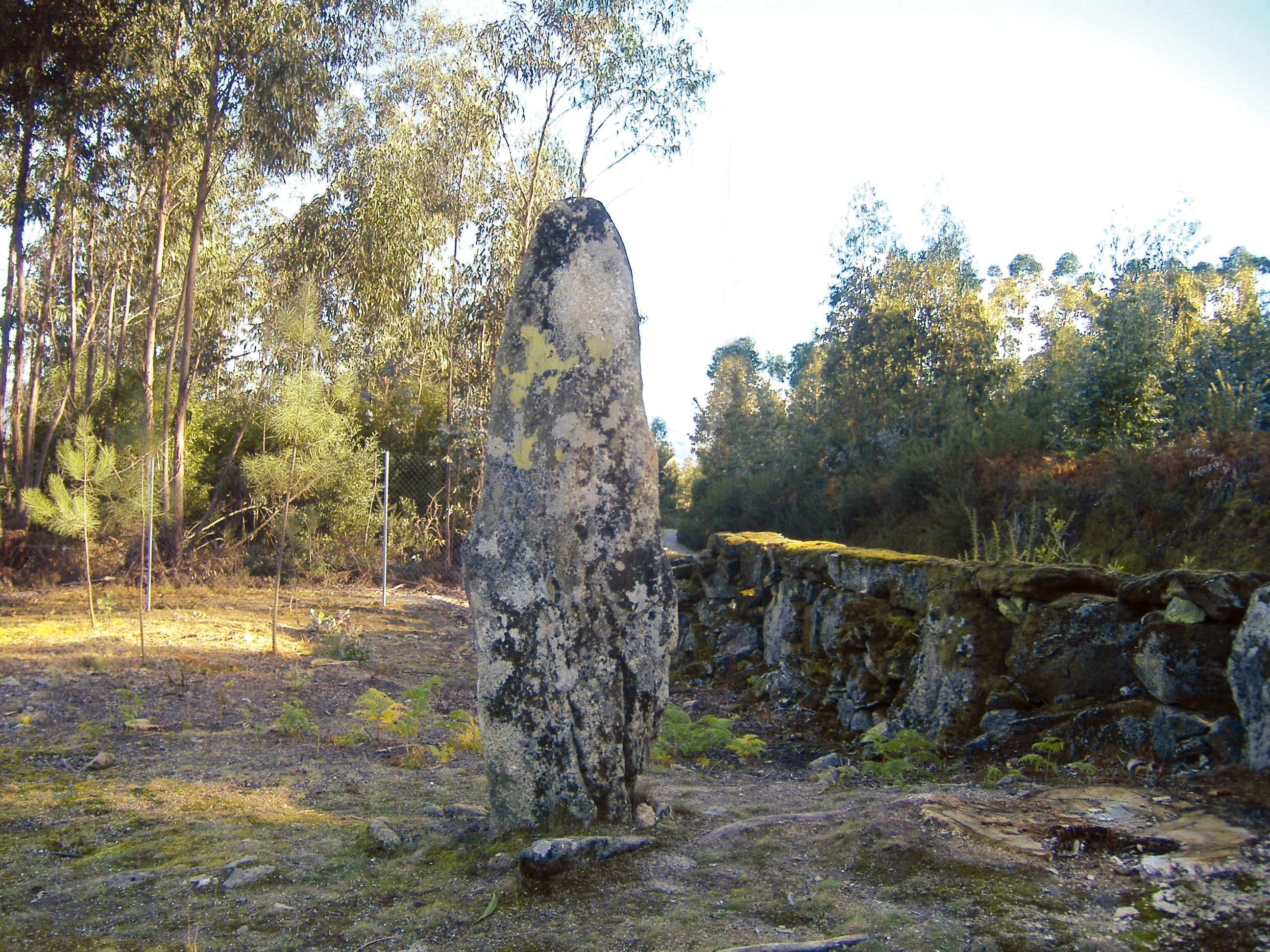
Menhir de Luzim

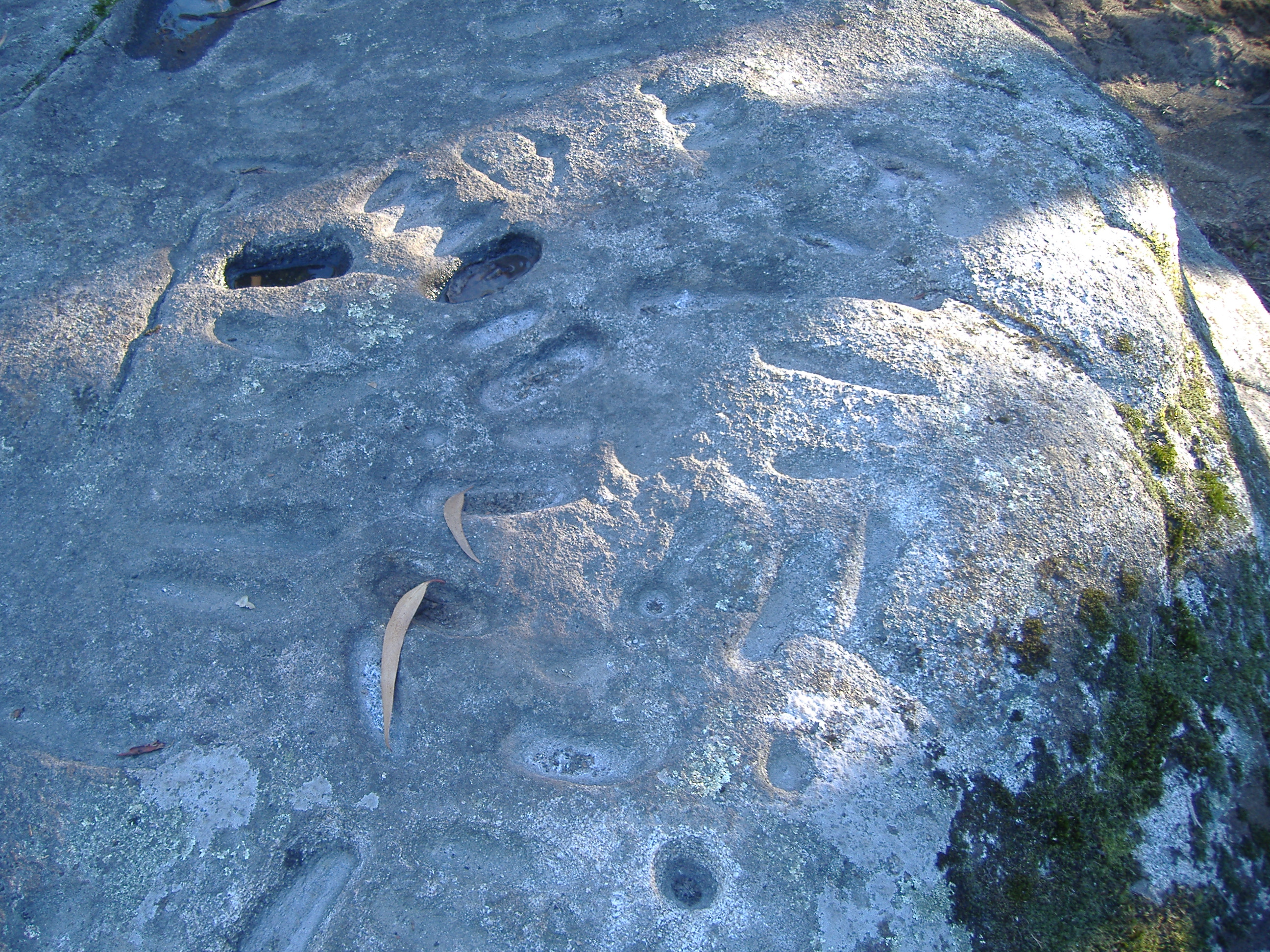
Gravuren von Lomar

Der Menhir von Luzim (auch Mamoa oder Marco de Luzim genannt) ist ein Menhir südwestlich von Luzim, nahe der Grenze zu Perozelo, in Penafiel im Distrikt Porto im Norden von Portugal.
Menhire sind ein kulturelles Phänomen, das die europäischen Landschaften im 5. Jahrtausend vor Chr. zu markieren beginnt. Während Antas oder Dolmen auf der Iberischen Halbinsel Gräber sind, könnten Menhire Orte der Begegnung prähistorischer Gemeinschaften sein. Sie weisen durch ihre oftmals phallische Form auf den Kult der Fruchtbarkeit, können aber auch anders interpretiert werden. Im Fall des 2,15 m hohen Luzim-Menirs kann sein Standort auch mit der Nähe der Nekropole von Tapada de Sequeiros oder den Gravuren von Lomar in Verbindung gebracht werden.

## Felsritzungen
Die Gravuras rupestres de Lomar (deutsch Gravuren von Lomar) sind etwa acht durch einen Zaun und Stege geschützte Felsritzungskomplexe auf einer flachen Felskuppe, etwa 15 m westlich des Menhirs von Luzim. Der Aufschluss enthält fast 100 Gravuren mit verschiedenen Motiven. Unter den Symbolen gibt es eine Fülle von tief eingekerbten Fußsohlen (portugiesisch Pedamorfos; spanisch Podomorfos), die verschieden gruppiert und ausgerichtet sind.